# Maga (socken)
Maga (kinesiska: 麻呷乡, 麻呷) är en socken i Kina. Den ligger i provinsen Sichuan, i den sydvästra delen av landet, omkring 600 kilometer väster om provinshuvudstaden Chengdu. Antalet invånare är 1 788. Befolkningen består av 850 kvinnor och 938 män. Barn under 15 år utgör 31 %, vuxna 15-64 år 63 %, och äldre över 65 år 5,0 %.
Genomsnittlig årsnederbörd är 810 millimeter. Den regnigaste månaden är juli, med i genomsnitt 191 mm nederbörd, och den torraste är december, med 2 mm nederbörd.